# مصائب چارلی
مصائب چارلی فیلمی به کارگردانی و نویسندگی علیرضا سعادت نیا ساختهٔ سال ۱۳۸۷ است.

## خلاصه داستان
کاک‌آزاد، مردی است روستایی که علاقه بسیار زیادی به چارلی چاپلین دارد و پروژکتوری می‌خرد و با آن فیلم‌های چاپلین را در روستای خود به نمایش می‌گذارد. علاقه کاک‌آزاد به چارلی چاپلین و روزگارش، اتفاقات شاید ناخوشایند ولی به صورت طنز و بامحتوا را برایش رقم می‌زند.